# Glamsbjerg
Glamsbjerg é um município da Dinamarca, localizado na região central, no condado de Fiónia.
O município tem uma área de 91 km² e uma população de 6 005 habitantes, segundo o censo de 2003.